# Инь Сючжэнь
Инь Сючжэнь (Yin Xiuzhen, кит. 尹秀珍; родилась в 1963 году в Пекине) — китайская художница, работающая в жанре скульптуры и инсталляции.

## Биография
Демонстрируя связь, существующую между памятью и культурной идентичностью, она использует в своих работах текстиль и меморабилию из своего пекинского детства. C 1985 по 1989 год Сючжэнь изучала живопись на факультете изобразительного искусства в пекинском университете Capital Normal. После окончания университета Инь преподавала в колледже Центральной академии изящных искусств в Пекине, пока ее выставочный график не стал слишком напряженным. В 1989 году она впервые познакомилась с жанром инсталляции. В 1994 году в студии художника Чжу Чжиньши (род. в 1954 году) она представила публике свою первую инсталляцию под названием Дверь. За ней последовали персональные выставки в галерее Gertrude Contemporary Art Spaces, Мельбурн; Asian Fine Arts Berlin Gallery, Германия; Chambers Fine Art, Нью-Йорк; и галерее Town Hall, Германия.
Работы Инь последовательно демонстрируют ее отношение к связи, возникающей между индивидуумом и художником. С особым интересом она относится к своему родному городу — Пекину. Когда Инь начинала свой творческий путь, ухудшению состояния окружающей среды в Пекине уделялось мало внимания. Одежда, цемент, выброшенные строительные материалы стали знаковыми материалами художницы, — все они используются для того, чтобы подчеркнуть непостоянство и хрупкость человеческой среды.
Инь состоит в браке со своим коллегой по цеху, художником Соном Доном. В настоящее время художница живёт и работает в Пекине.

## Коллективные выставки
2016 Group Exhibition. Art Basel Hong Kong. (Совместно с Сон Доном). Pace Gallery. Гонконг, Китай
2015 China 8. Германия
2013 5-я Московская Биеннале современного искусства
2011 4-я Триеннале в Йокогаме
2008 7-я Шанхайская Биеннале
2007 52-я Венецианская Биеннале
2004 14-я Сиднейская Биеннале
2004 26-я Биеннале в Сан-Паулу

## Персональные выставки
2016 «Медленное действие». В рамках Garage Atrium Comissions. Музей современного искусства «Гараж», Москва
2012 Yin Xiuzhen. Overview. Groninger Museum, Гронинген, Нидерланды

## Премии и награды
В 2000 году Инь удостоилась Премии современного китайского искусства (Chinese Contemporary Art Award) и стипендии для художников UNESCO/ASCHBERG.